# Somatochlora incurvata
Somatochlora incurvata ist eine Smaragdlibellenart aus der Familie der Falkenlibellen (Corduliidae), die zu den Großlibellen (Anisoptera) gehören. Sie ist in Nordamerika beheimatet.

## Merkmale
Die Imago von Somatochlora incurvata misst zwischen 49 und 59 Millimeter, wovon 38 bis 47 Millimeter auf den Hinterleib (Abdomen) entfallen, was innerhalb der Gattung durchschnittlich ist. Das bräunliche Abdomen ist auf den ersten Segmenten heller als auf den hinteren. Dazu kommt eine hellere Musterung des Abdomens, die sich wie folgt zusammensetzt: Ein heller apikaler Ring befindet sich zusammen mit zwei Flecken direkt über und unter dem Aurikel auf dem zweiten Segment. Letztere Flecken verschmelzen teilweise. Auf dem dritten Segment befinden sich die in der Gattung typischen Dreiecke, die etwas kürzer als normal sind. Zwischen dem vierten bzw. fünften und dem siebten bzw. achten Segment sind kleine gelb-braune Punkte an der Basis der Segmente situiert.
Der Teil des Brustkorbes (Thorax), an dem die Flügel ansetzen, der sogenannte Pterothorax ist im vorderen Bereich braun, seitlich diffuser gefärbt. Der bräunliche Teil glänzt metallisch grün. Insgesamt ist er mit kleinen weißen Härchen besetzt. Die Hinterflügel messen 31 bis 37 Millimeter. Die Flügel sind durchsichtig und nur teilweise bräunlich getüncht.
Im sehr dunklen Gesicht ist die Stirn (Frons) dreifarbig gelb, braun und metallisch grün gefärbt. Der Anteclypeus ist gelb und der Postclypeus ist braun und nur unten gelb gerandet. Die restlichen Teile des Kopfes sind schwarz.

## Verbreitung und Flugzeit
Die Art ist in den Vereinigten Staaten in den Bundesstaaten Maine, Massachusetts, Michigan, New York, Ohio, Pennsylvania und Wisconsin sowie in Kanada in den Provinzen New Brunswick, Nova Scotia, Ontario und Québec verbreitet. Sie bevorzugt Moorseen und Seggenriede. Sie fliegt zwischen Juni und Oktober.

## Ähnliche Arten
Somatochlora incurvata sehr ähnlich ist die Art Somatochlora forcipata. Eine sichere Unterscheidung ist anhand der Genitalien möglich. Ein weiteres Indiz ist Größe der Art.